# Takara Tomy
Takara Tomy Co. Ltd. (kortweg Tomy) is een Japanse firma van kinderspullen en speelgoed, ontstaan uit de samenvoeging van Tomy (in 1924 gestart als Tomiyama, in 1936 van naam gewijzigd naar Tomy) en rivaal Takara (begonnen in 1955) op 1 maart 2006. De hoofdkwartieren van Tomy zijn in Katsushika, Tokio.

## Naam

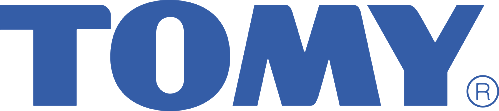
Logo van Tomy

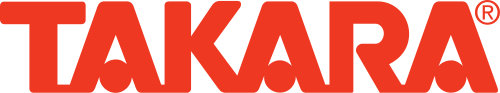
Logo van Takara (voor de fusie)

De naam Takara Tomy, ontstaan uit de samenvoeging, wordt hoofdzakelijk in Japan en (minder) de rest van Azië gebruikt. Op andere continenten wordt meestal gewoon Tomy gebruikt, omdat Tomy al veel producten verkocht in Europa en Amerika, en de beste producten van Takara hier meestal verkocht werden door andere merken (bijvoorbeeld Hasbro).

## Producten
Een aantal van de producten van Takara Tomy worden alleen in Japan verkocht, maar veel is over de gehele wereld verkrijgbaar.

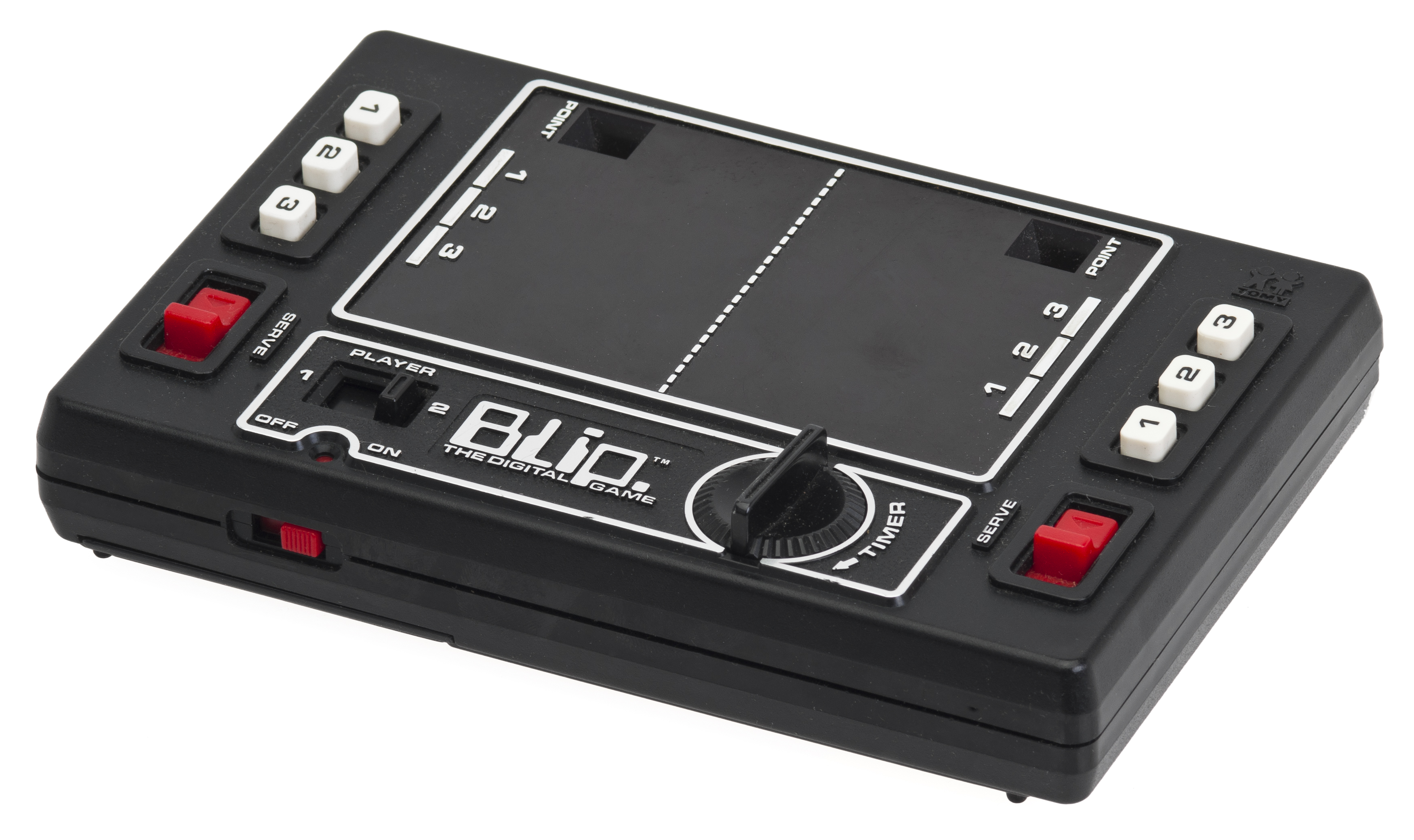
De Tomy-Blip, een Pong-spel uit de jaren 70
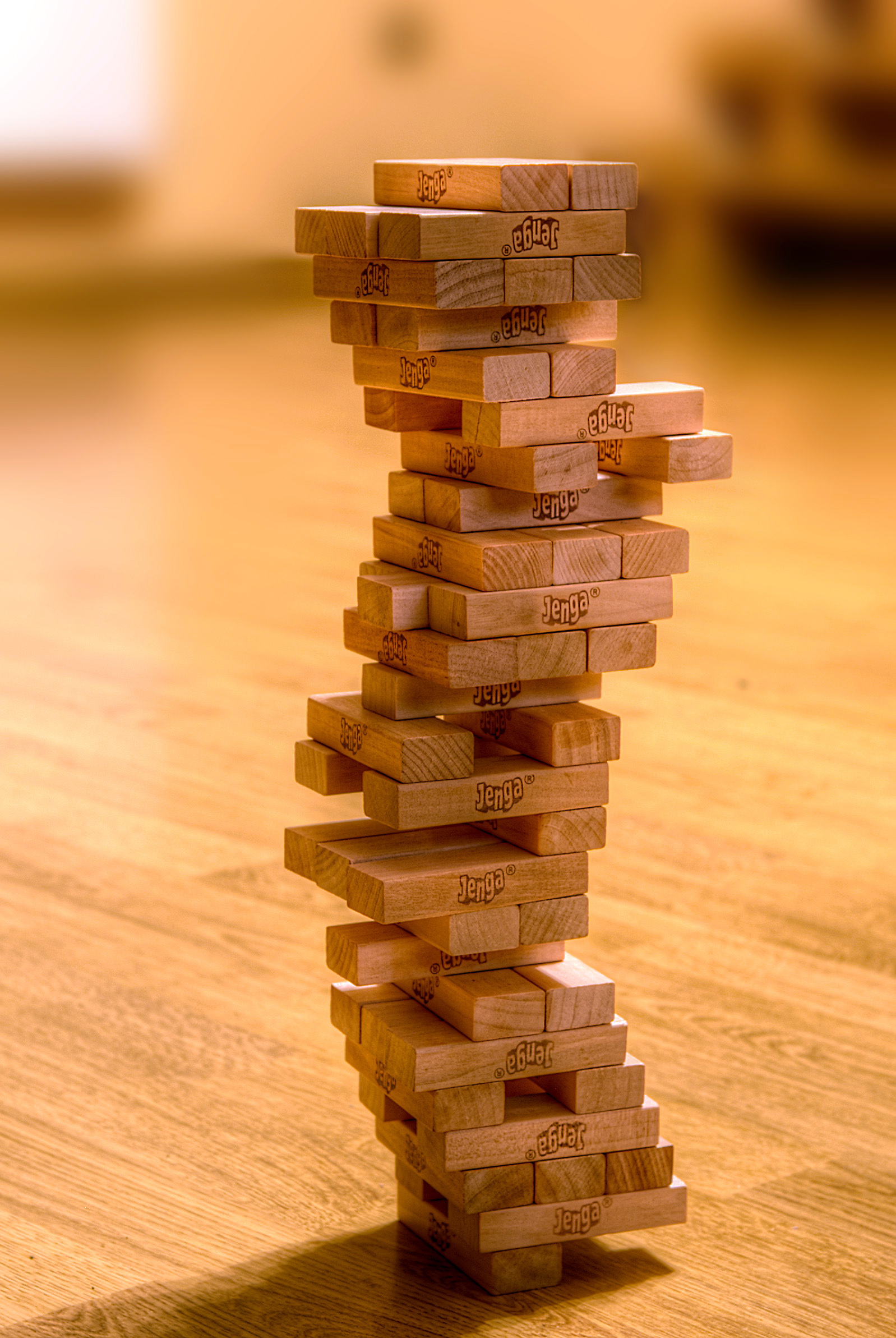
Het spel Jenga
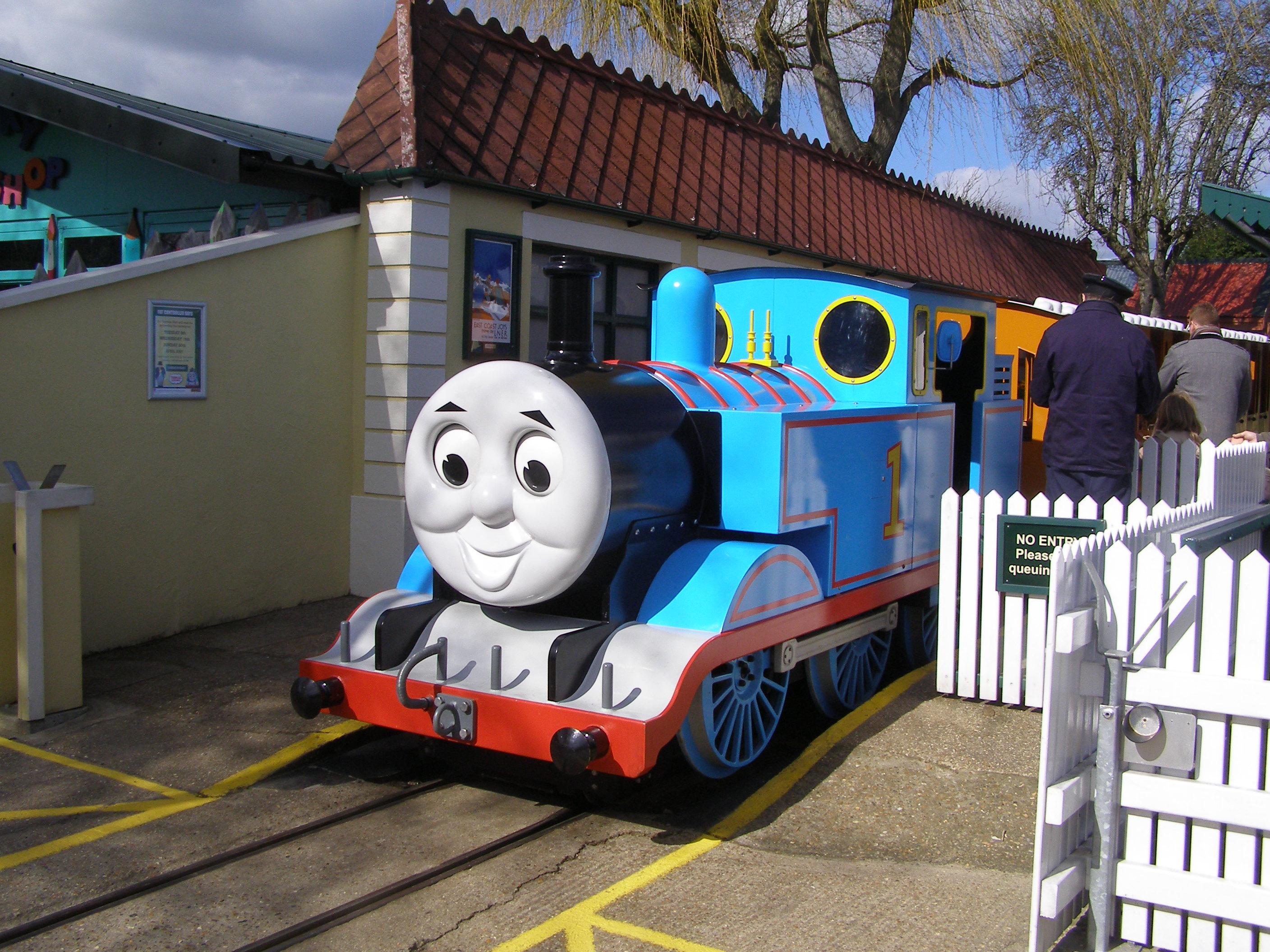
Verschillende merchandiseproducten van Thomas & Friends